# Первый полусредний вес
Первый полусредний вес - категория в среднем весе, которая по своей сути является средним классом между легким весом и средним весом в 140 фунтов (63,5 кг) в США. Он был создан в 1922 году и Пинки Митчелл был назван первым чемпионом в этой категории. Этот класс рассматривается большинством спортивных экспертов и поклонниками бокса в качестве псевдо-титула, искусственно созданного. 

## Чемпионы в категории первого полусреднего веса
| Организация | Дата получения   | Чемпион       | Рекорд        | Защиты титула |
| ----------- | ---------------- | ------------- | ------------- | ------------- |
| [[]]        | 15 ноября 1922   | Пинки Митчелл | 44-39 (10 KO) |               |
| [[]]        | 21 сентября 1926 | Муши Каллахан | 48-19 (21 KO) |               |